# Jean-Joseph Manhaval
Jean-Joseph Manhaval est un homme politique français né le 13 février 1736 au Bez (Tarn) et décédé le 3 novembre 1812 à Montbazens (Aveyron).

## Biographie
Propriétaire à Lanuéjouls, il est député du tiers état aux états généraux de 1789 pour la sénéchaussée de Villefranche-de-Rouergue et prête le serment du jeu de paume.

## Sources
- « Jean-Joseph Manhaval », dans Adolphe Robert et Gaston Cougny, Dictionnaire des parlementaires français, Edgar Bourloton, 1889-1891 [détail de l’édition]
- Ressource relative à la vie publique :   - Base Sycomore